# Nieberter molen
De Nieberter molen is een zeskante korenmolen in Niebert in het westen van de provincie Groningen.
In 1899 werd deze molen in Niebert gebouwd met onderdelen van een zaagmolen uit Zandeweer. Na restauraties in 1965 en 1973 is de molen op vrijwillige basis regelmatig in bedrijf (op de 1ste en 3de zaterdag van de maand van 14:00 tot 17:00 uur). De vrijwillig molenaar maalt enkele keren per week graan voor enkele bakkers en particulieren in de omgeving. De molen is de enige zeskante molen in de provincie Groningen en is door de hoge onderbouw een markant herkenningspunt aan de A7. De molen was jarenlang eigendom van de gemeente Marum, maar is in 2011 overgenomen door Het Groninger Landschap.

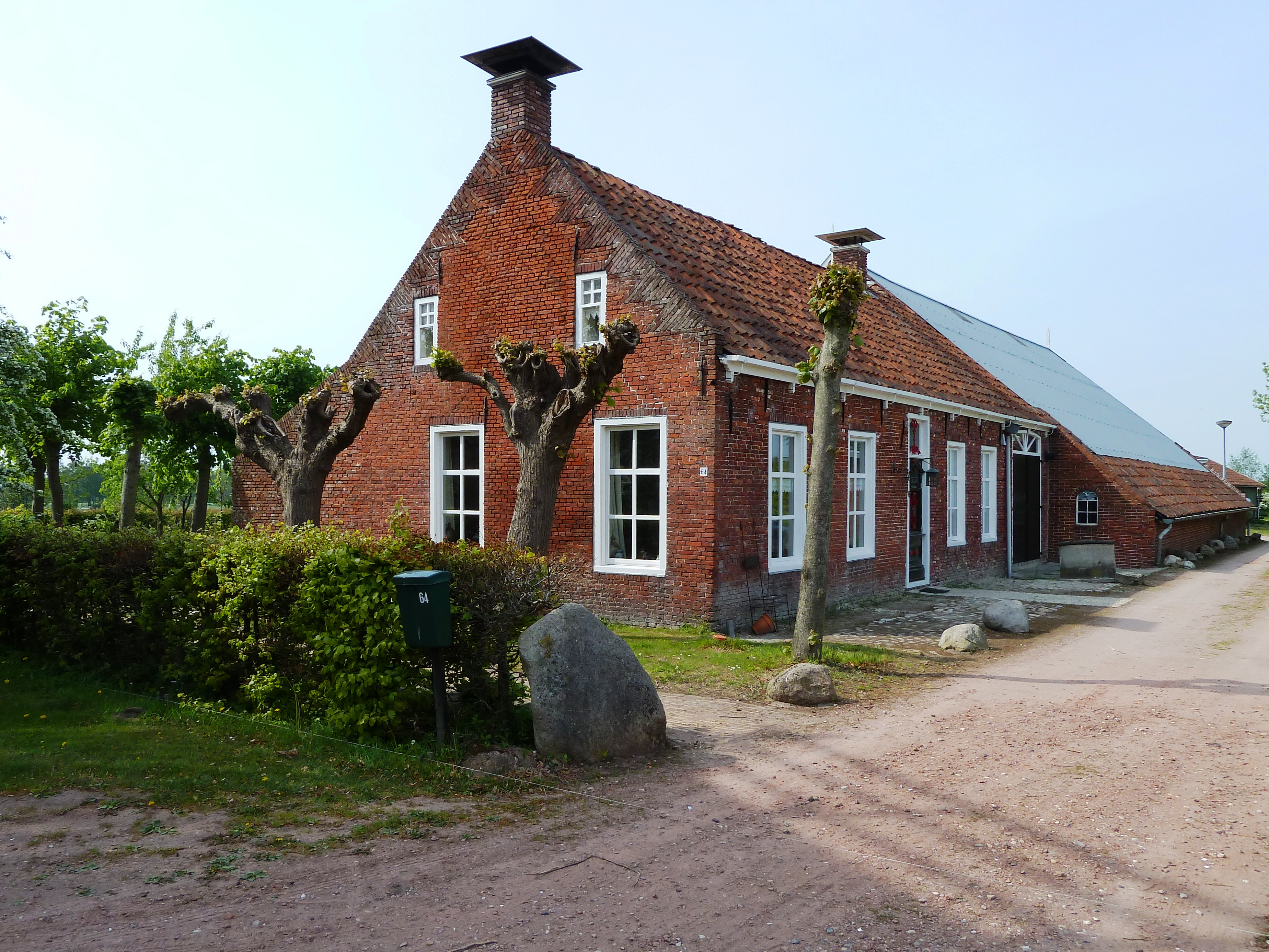
bijbehorende molenaarswoning uit omstreeks 1899
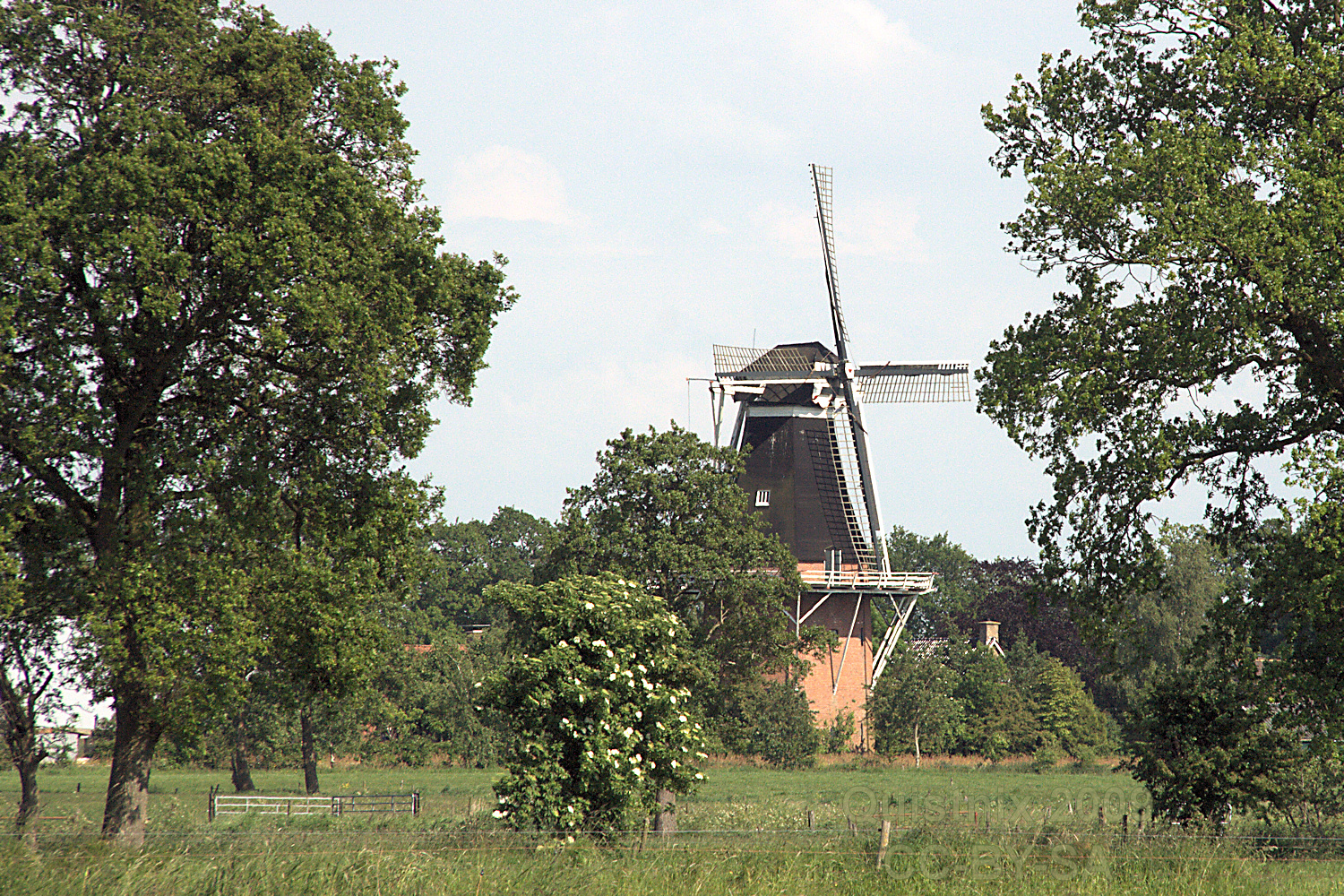
Molen met omgeving